# Código ATC N07
O Código ATC N07 (Outros medicamentos do sistema nervoso) é um subgrupo terapêutico da classificação ATC (Anatomical Therapeutic Chemical Classification System), um sistema de códigos alfanuméricos desenvolvido pela Organização Mundial da Saúde (OMS) para classificar medicamentos e outros produtos médicos. O subgrupo N07 faz parte do grupo anatômico N (sistema nervoso).
Os códigos para uso veterinário (códigos ATCvet) podem ser criados colocando a letra Q antes do código ATC para uso humano: por exemplo, QN07. Os códigos ATCvet sem os códigos ATC humanos correspondentes são citados com a letra Q inicial nessa lista.

## N07AParassimpaticomiméticos

### N07AAAnticolinesterases
N07AA01 Neostigmina
N07AA02 Piridostigmina
N07AA03 Distigmina
N07AA30 Ambenônio
N07AA51 Neostigmina, associações

### N07AB Ésteres de colina
N07AB01 Carbacol
N07AB02 Betanecol

### N07AX Outros parassimpaticomiméticos
N07AX01 Pilocarpina
N07AX02 Alfoscerato de colina
N07AX03 Cevimelina

## N07B Drogas usadas em transtornos de dependência

### N07BA Drogas usadas na dependência denicotina
N07BA01 Nicotina
N07BA03 Vareniclina
N07BA04 Cistisina

### N07BB Drogas usadas nadependência de álcool
N07BB01 Disulfiram
N07BB02 Carbimida de cálcio
N07BB03 Acamprosato
N07BB04 Naltrexona
N07BB05 Nalmefeno

### N07BC Drogas usadas nadependência de opióides
N07BC01 Buprenorfina
N07BC02 Metadona
N07BC03 Levacetilmetadol
N07BC04 Lofexidina
N07BC05 Levometadona
N07BC06 Diamorfina
N07BC51 Buprenorfina, associações

## N07C Preparaçõesantivertiginosas

### N07CA Preparações antivertiginosas
N07CA01 Betaistina
N07CA02 Cinarizina
N07CA03 Flunarizina
N07CA04 Acetileucina
N07CA52 Cinarizina, associações

## N07X Outros medicamentos para o sistema nervoso

### N07XX Outros medicamentos para o sistema nervoso
N07XX01 Tirilazade
N07XX02 Riluzol
N07XX03 Xaliprodeno
N07XX04 Oxibato de sódio
N07XX05 Amifampridina
N07XX06 Tetrabenazina
N07XX07 Fampridina
N07XX08 Tafamidis
N07XX10 Laquinimodo
N07XX11 Pitolisante
N07XX12 Patisiran
N07XX13 Valbenazina
N07XX14 Edaravona
N07XX15 Inotersena
N07XX59 Dextrometorfano, associações